# 1419年
| 千纪： | 2千纪 |
| 世纪： | 14世纪 \| 15世纪 \| 16世纪                                                                                 |
| 年代： | 1380年代 \| 1390年代 \| 1400年代 \| 1410年代 \| 1420年代 \| 1430年代 \| 1440年代                           |
| 年份： | 1414年 \| 1415年 \| 1416年 \| 1417年 \| 1418年 \| 1419年 \| 1420年 \| 1421年 \| 1422年 \| 1423年 \| 1424年 |
| 纪年： | 己亥年（猪年）；明永乐十七年；范玉永寧三年；日本應永二十六年                                               |

## 大事记
- 明朝軍隊在望海堝（今遼寧大連市金州區東北30公里的亮甲店街道金頂山）全殲入侵的倭寇。
- 李氏朝鮮進行第三次對馬島征伐，日本方面又稱應永外寇。
- 葡萄牙航海家扎爾科和特謝拉與巴爾托洛梅烏·佩雷斯特雷洛帶領著一支殖民隊來到了馬德拉群島的聖港島，宣稱這裡是葡萄牙領土，隨後在西南方向發現更大的馬德拉島。
- 7月30日——布拉格市民在胡斯派哲里夫斯基等人领导下，起义反對神聖羅馬皇帝及波希米亞國王西吉斯蒙德，胡斯战争爆发（1419年～1434年）。
- 9月10日——無畏的約翰被暗殺，菲利普三世繼任第三代勃艮第公爵。

## 逝世
- 9月10日——無畏的約翰，菲利普二世公爵與弗蘭德的瑪格麗特三世的兒子，1407年至1413年為法國的攝政，但1417年開始在百年戰爭支持英國。
- 宗喀巴，藏传佛教格鲁派（黄教）创始人。